# Andreas Kohne

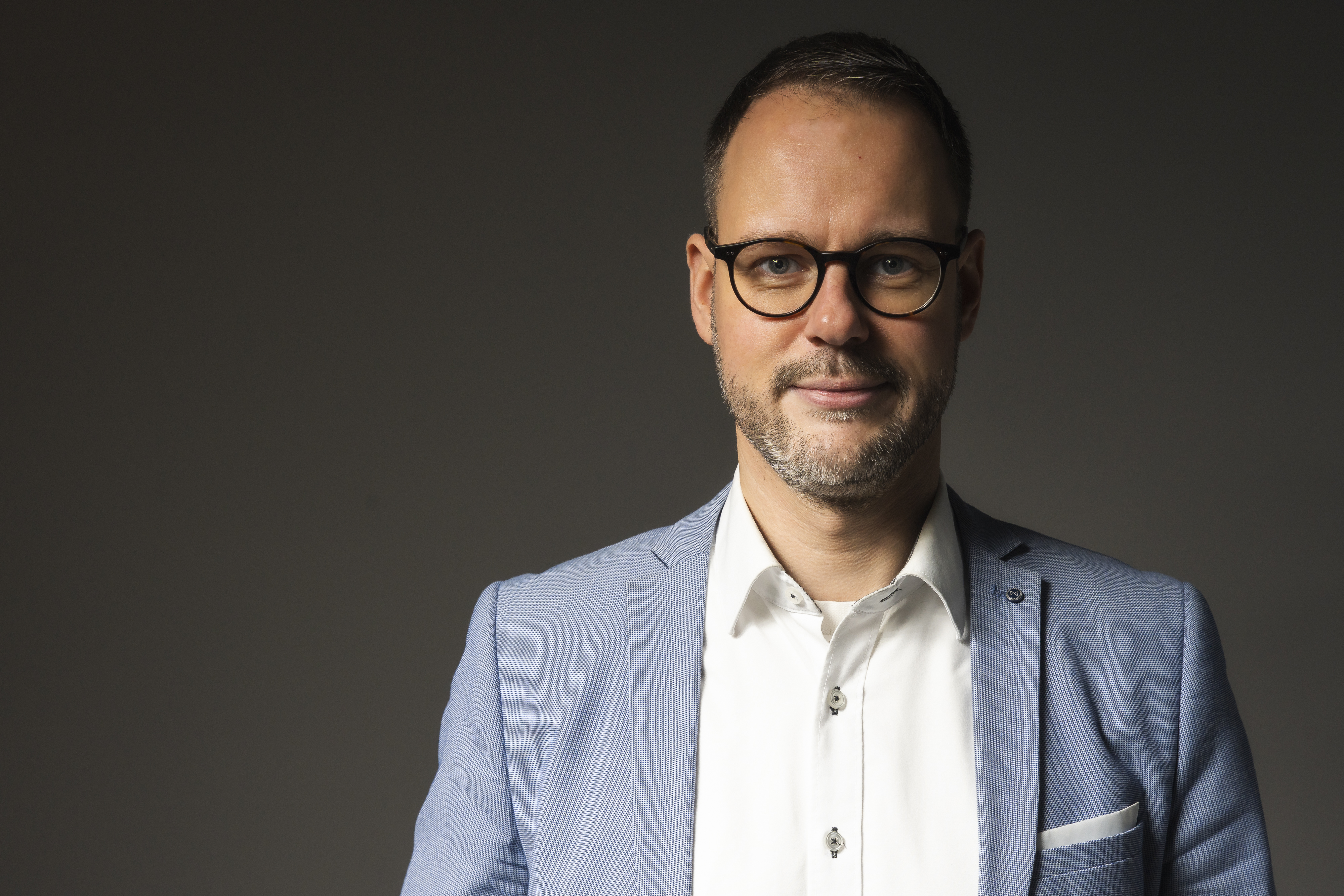
Andreas Kohne, 2023

Andreas Kohne (* 1983 in Essen) ist ein deutscher Autor, Unternehmensberater und Hochschuldozent.

## Laufbahn
Kohne studierte Informatik an der Technischen Universität Dortmund und verfasste seine Diplomarbeit in Zusammenarbeit mit IBM, wo er im Forschungs- und Entwicklungslabor tätig war. Ab 2008 arbeitete er bei dem IT-Dienstleistungsunternehmen Materna. 2017 wurde er mit einer Dissertation zum Cloud Computing (Cloud-Föderationen. SLA-basierte VM-Scheduling-Verfahren) zum Dr.-Ing. promoviert.
2023 gründete er eine Unternehmensberatung.  Er tritt als Keynote Speaker mit Vorträgen zu Themen der digitalen Transformation in der Wirtschaft und der öffentlichen Verwaltung auf und referiert zu Künstliche Intelligenz, Digitalisierung und Business Development. In der Wirtschaftssendung Business Next des Bürgersenders Radio aktiv Hameln wirkt er als Experte und Co-Moderator mit. Die Bundesvereinigung Mittelstand in Deutschland (BVMID) führt ihn in ihrem Expertenkreis.
Kohne ist als Dozent an der Hochschule Fresenius und an der Hochschule Weserbergland tätig.

## Publikationen (Auszug)
- Cloud-Föderationen. SLA-basierte VM-Scheduling-Verfahren. (Dissertation) Springer Vieweg, Wiesbaden 2018, 1st ed., ISBN 978-3-658-20972-8
- Mit Volker Wehmeier: Hackathons: Von der Idee zur erfolgreichen Umsetzung. Springer Vieweg, Wiesbaden 2019, ISBN 978-3-658-26027-9.
- Mit Philipp Kleinmanns, Christian Rolf, Moritz Beck:  Chatbots: Aufbau und Anwendungsmöglichkeiten von autonomen Sprachassistenten. Springer Vieweg, Wiesbaden 2020, ISBN 978-3-658-28848-8.
- Mit Christine Siepe: Media Center in der Unternehmenskommunikation: Wie Sie eine Professionelle Digitale Content-Plattform Aufbauen, Etablieren und Nachhaltig Betreiben. Springer Gabler, Wiesbaden 2021, ISBN 978-3-658-34488-7.
- Business Development: Prozesse, Methoden und Werkzeuge. 3. Auflage. Springer Vieweg, Wiesbaden 2022, ISBN 978-3-658-37913-1.
- Mit Ralf H. Komor: Marketing und Vertrieb im Metaverse: Das Metaverse verstehen und gewinnbringend nutzen – Einführung für Unternehmen. Springer Gabler, Wiesbaden 2024, ISBN 978-3-658-44956-8.
- Als Herausgeber:  Moderne Unternehmensführung: Einordnung und Umsetzungskonzepte von Managementtrends. Springer Gabler, Wiesbaden 2024, ISBN 978-3-658-43268-3.
- Mit Daniel Koch und Nils Brechbühler: Prompt Engineering im Unternehmen – eine Einführung: Wettbewerbsvorteile durch generative KI und Large Language Models Springer Gabler, Wiesbaden 2025, ISBN 978-3-658-47699-1.